# Kevin Doets
Kevin Doets (Almere, 1998. május 5. –) holland dartsjátékos. 2018 és 2019 között a British Darts Organisation, majd 2020-tól a Professional Darts Corporation tagja. Beceneve "Hawkeye".

## Pályafutása

### PDC
Doets több sikert is elkönyvelhetett a PDC Challenge Tour és a PDC Development Tour sorozatokon 2020-ban és 2021-ben. 2020-ban megszerezte első Development Tour győzelmét, majd ezt követte két héttel később az első Challenge Tour címe is. 2021-ben további Challenge Tour és Development Tour győzelmeket is szerzett.
2021-ben elődöntőig jutott a PDC ifjúsági világbajnokságán, legyőzte a címvédő Bradley Brooks-t is, majd vereséget szenvedett a későbbi bajnok Ted Evetts-től.
Annak ellenére, hogy nem volt PDC Tour Card-tulajdonos, Doets kvalifikált a 2021-es Players Championship Finals-re, ahol az első körben kikapott honfitársától, Michael van Gerwentől.
2022-ben a Q-School-ban Doets megszerezte a Tour Card-ot, ahol a verseny harmadik helyén zárt. Játszott a 2022-es Development Tour sorozatban is, ahol újabb győzelmet aratott, 5–3-ra legyőzve Josh Rockot a 4. állomás döntőjében.
2023-tól már a PDC felnőtt versenyein indult, és rögtön debütáló évében be is jutott első felnőtt PDC döntőjébe a Players Championship 20. állomásán, ott azonban 8–6-ra alulmaradt Luke Humphries-szal szemben.
Doets a következő évben először jutott ki a 2024-es PDC-dartsvilágbajnokságra a Pro Tour ranglistáról. Az első körben a 2023-as Grand Slam of Darts negyeddöntős Stowe Buntz-cal mérkőzött meg, akit 3–0-ra győzött le. Még aznap a világbajnokság második körében a címvédő Michael Smith-szel játszott, aki ellen 2–1-re is vezetett, de végül 3–2-re kikapott és búcsúzott a tornától.

## Világbajnoki szereplései

### PDC
- 2024: Második kör (vereség  Michael Smith ellen 2–3)
- 2025: Negyedik kör (vereség  Chris Dobey ellen 3–4)

## Tornagyőzelmei
| PDC Development Tour - Development Tour: 2020, 2021, 2022 PDC Challenge Tour - Challenge Tour: 2020, 2021 | - Catalonia Open: 2019 - WDF Europe Youth Cup (csapat): 2013, 2014 |

## Fordítás
Ez a szócikk részben vagy egészben  a   Kevin Doets című angol Wikipédia-szócikk ezen változatának fordításán alapul.  Az eredeti cikk szerkesztőit annak laptörténete sorolja fel. Ez a jelzés csupán a megfogalmazás eredetét és a szerzői jogokat jelzi, nem szolgál a cikkben szereplő információk forrásmegjelöléseként.